# Korsikas befolkning
De oprindelige korsikanere var et iberisk folk. Senere blev der grundlagt etruskiske og græske kolonier. Så kom karthagenienserne til og efter dem romerne. Den romerske periode var meget lang, så lang at korsikansk er en selvstændig efterkommer efter latin, selv om fællesskabet med den toskanske befolkning har betydet, at der er mange ligheder mellem de to italienske dialekter.
Da romerriget brød sammen blev øen invaderet af mange forskellige folkeslag, bl.a. vandalerne. Da araberne havde erobret hele Nordafrika og Spanien, blev Korsika mål for gentagne overfald af maurerne. Disse kampe giver genlyd helt ned i vor tid, hvor sejrstrofæet, det afhuggede "maurerhoved" er blevet et symbol på befolkningens trang til selvstændighed.
Under Pisas og senere Genovas styre var befolkningen langs kysterne plaget af sørøvere. Når boliger, husdyr og afgrøder var ødelagt og fjernet, tog røverne de bedste indbyggere med som slaver. Inde på øen kom de fremmede dog sjældent, og der udviklede sig en selvstændig, korsikansk kultur og livsstil. 
Under genovesernes styre blev der gjort meget for at fremme afkastet fra Korsika. Veje, broer og militære installationer gjorde langsomt øen til en mere givtig provins for Genova. Efter mange oprør gjorde korsikanerne sig til sidst fri og blev selvstændige, men det varede kun kort, nemlig indtil Frankrig havde købt øen af Genova. Så kom en fransk hærstyrke og gjorde en ende på friheden.
Under den franske revolution arbejdede især jakobinerne indædt på at stække og umuliggøre provinsernes selvstændighed for at sikre nationens homogenitet. Denne tro på, at centralisering er svaret på besvær med mindretallene, har forfulgt fransk politik frem til nutiden. Den betød for korsikanerne, at man bevidst bosatte franskmænd fra hovedlandet på øen, samtidig med at man gjorde alt for at undertrykke det korsikanske sprog. Det franske befolkningselement blev yderligere forøget i 1960'erne, da fordrevne kolonister fra Nordafrika blev genhuset på Korsika, sådan at korsikanerne i dag er et mindretal på deres egen ø.